# Zion

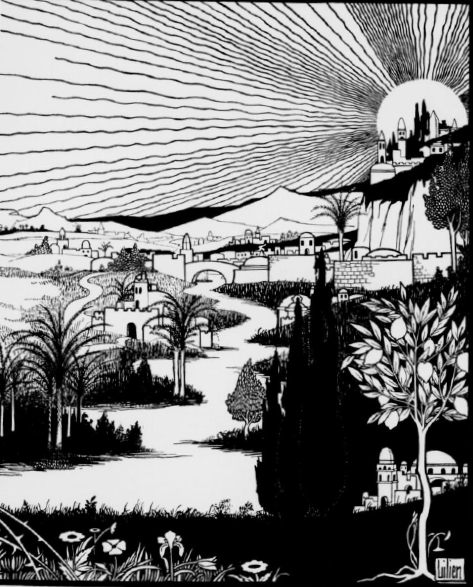
Ephraim Moses Lilien, Zion, 1903

Zion (tiếng Hebrew: צִיּוֹן Ṣîyōn, phát âm tiếng Việt như là Xi-ôn) là địa danh được dùng như toàn bộ khu vực Jerusalem và có ý nghĩa tín ngưỡng sâu sắc. Ngày nay, Zion còn được gọi là Tsiyyon; hoặc Sion, Sayon, Syon, Tzion, Tsion

## Lịch sử

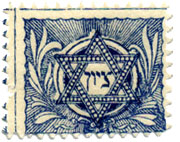
Ephraim Moses Lilien, Stamp for the Jewish National Fund, Vienna, 1901-2. The symbolic design presents a Star of David containing the word Zion in the Hebrew alphabet.

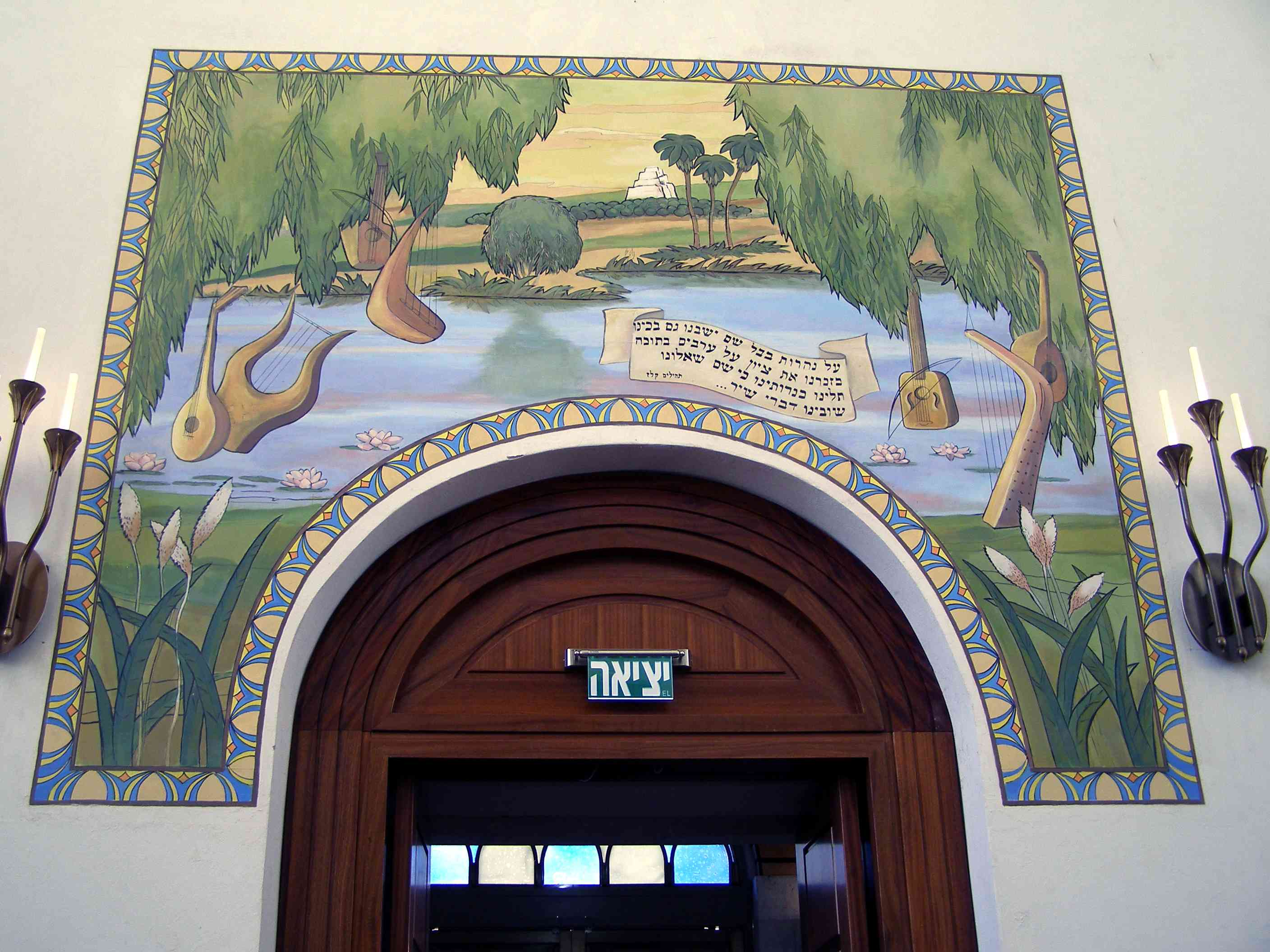
Mural by Nahum Meltzer, 2006-10.

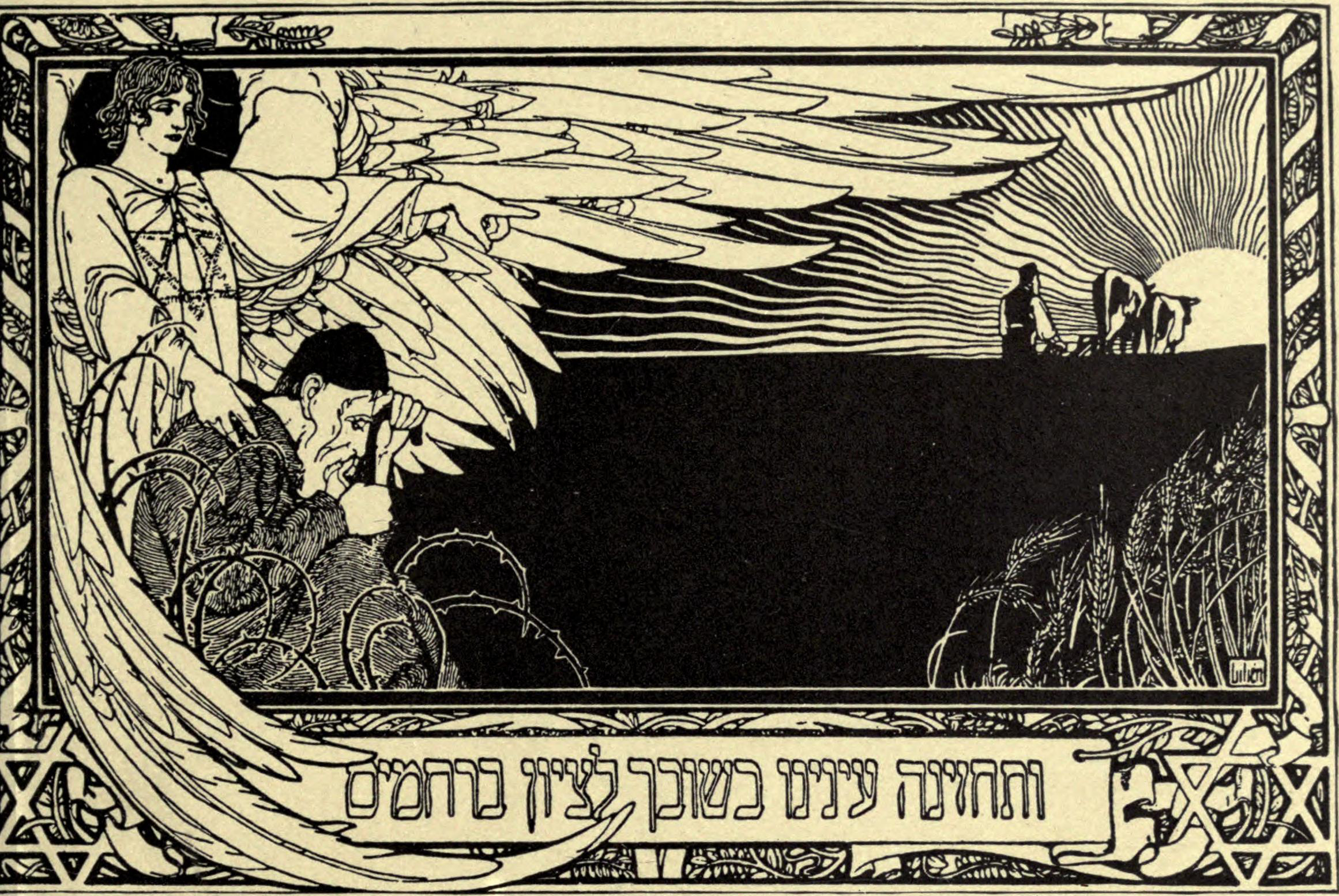
May our eyes behold your return in mercy to Zion. Design by Lilien to the Fifth Zionist Congress, Basel, December 1901.

Từ này lần đầu xuất hiện trong Sách Samuel niên đại 630-540 trước Công Nguyên. Ban đầu phiếm chỉ một ngọn đồi án ngữ phía Nam núi Đền. Sau khi đô thành David được dựng, nó là địa danh chung cho ít nhất 7 ngọn đồi ở trung tâm pháo đài. Cho đến thời Ottoman, người ta vẫn coi Zion để chỉ chung khu Phố Cổ Jerusalem. Đến nay, một số tín ngưỡng như Do Thái giáo, Kabbalah, Bahá'í thường coi Zion là địa danh tâm linh của Jerusalem.

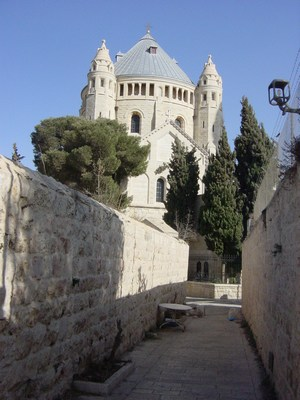
Abbey of the Dormition on the modern Mount Zion.